# Bruno Ernst Buchrucker
Bruno Ernst Buchrucker est un militaire allemand, né le 5 janvier 1878 à Bad Sobernheim et mort le 19 février 1966 à Bad Godesberg.
Il a notamment été le fondateur de la Reichswehr noire et l'auteur d'un coup d'État manqué contre la république de Weimar en 1923.

## Biographie
Fils d'un instituteur supérieur, officier depuis le 20 juillet 1897, il est commandé le 1er avril 1909 au grand état-major général de l'armée prussienne. Promu capitaine le 20 mars 1911, il est en tant que tel chef de la 7e compagnie du 99e régiment d'infanterie (de) à Saverne, où il assiste en décembre 1913 à l'incident de Saverne, au cours de laquelle les militaires agissent avec une dureté disproportionnée contre la population locale et les officiers du régiment s'arrogent le pouvoir de gouvernement civil. Pour désamorcer le conflit, l'unité de Buchrucker est retirée de Saverne et temporairement transférée à Bitche. Il ne revient à son emplacement régulier qu'en avril 1914.
Au début de la Première Guerre mondiale en août 1914, il est affecté en tant que 3e officier d'état-major général sous les ordres du chef d'état-major Bernhard Bronsart von Schellendorff au commandement général du 14e corps de réserve, qui opère tout d'abord en Alsace, mais est rapidement transféré dans la Somme. Au cours de la guerre, il est affecté à divers autres postes d'état-major général et est promu major le 22 mars 1916 "après une conduite rigoureuse des combats". Après la fin de la guerre, Buchrucker dirige en 1919 le 1er bataillon dans le corps franc de Siegfried zu Eulenburg-Wicken lors des combats des corps francs allemands dans les pays baltes. De retour en Allemagne, il est engagé dans l'armée provisoire du Reich.
Il crée une milice appelée Reichswehr noire avec laquelle il fomente un putsch en octobre 1923 contre la république de Weimar. Il échoue devant l'opposition de l'armée, la Reichswehr. Il est condamné à dix ans de prison. Mais il est amnistié dès 1927. Ce qui lui permet de publier des mémoires en 1928 : Im Schatten Seeckts.
À l'époque du Troisième Reich, il est d’abord arrêté ; mais il est relâché à la demande de Göring : pendant le Seconde Guerre mondiale, il sert en tant qu’Oberstleutnant.